# Alburnoides fangfangae
Alburnoides fangfangae — вид коропоподібних риб роду Бистрянка (Alburnoides) родини Ялецеві (Leuciscidae). Названий на честь китайського біолога Фанг Фанг Куландер, співробітниці Шведського музею природничої історії. Вид населяє гірські річки Осум та Семан в Албанії. Розмір тіла сягає 7,3 см завдовжки.